# مسجد مجتهد
مسجد مجتهد هو مسجد تاريخي يعود إلى عصر القاجاريون، ويقع في تبريز.